# 渡辺至
渡辺 至（わたなべ の いたる）は、平安時代後期の武将。嵯峨源氏の源融の子孫で、正式な名のりは源至（みなもと の いたる）。渡辺綱の曾孫にあたる。

## 略歴
滝口大夫・渡辺安（筒井久の三男）の次男として、摂津国西成郡渡辺津（現在の大阪市中央区）に生まれる。
京で元服を迎えて、摂津源氏（多田源氏）の源明国に、兄の伝とともに仕えた。
彼の後裔は源頼政の郎党として、宇治川の戦いなどに参戦して、その多くが討ち死にを遂げている。

## 子孫
甲斐国の渡辺囚獄佑守とその叔父の向山盛吉は、至の子孫と称した。